# Ruth Royce
Ruth Royce (Versailles, 6 febbraio 1893 – Los Angeles, 7 maggio 1971) è stata un'attrice statunitense.

## Biografia
Nata nel Missouri, Ruth Royce era un'attrice di vaudeville che lavorò anche nel cinema all'epoca del muto. 
Specializzata in ruoli western, nell'arco di otto anni, dal 1919 al 1927, apparve in una trentina di pellicole, tra cui anche alcuni serial come The Vanishing Dagger e In the Days of Buffalo Bill.
Il suo ultimo film fu, nel 1927, Code of the Cow Country. Morì a Los Angeles, il 7 maggio 1971 all'età di 78 anni.

## Filmografia
La filmografia - secondo IMDb - è completa
- A Little Brother of the Rich, regia di Lynn Reynolds (1919)
- The Splendid Sin, regia di Howard M. Mitchell (1919)
- La ragazza del n. 29 (The Girl in Number 29), regia di John Ford (1920)
- The Vanishing Dagger serial, regia di Edward A. Kull, J.P. McGowan e Eddie Polo (1920)
- Blue Streak McCoy, regia di B. Reeves Eason (1920)
- Jim il minatore ('If Only' Jim), regia di Jacques Jaccard (1920)
- All Dolled Up, regia di Rollin S. Sturgeon (1921)
- The Man Trackers, regia di Edward A. Kull (1921)
- Perils of the Yukon serial in 15 episodi, regia di Jay Marchant, J.P. McGowan e Perry N. Vekroff (1922)
- In the Days of Buffalo Bill serial, regia di Edward Laemmle (1922)
- Caught Bluffing, regia di Lambert Hillyer (1922)
- A Lot of Bull, regia di Eddie Lyons e Lee Moran (1922)
- The Oregon Trail serial in 18 episodi, regia di Edward Laemmle (1923)
- In the Days of Daniel Boone serial in 15 episodi, regia di William James Craft (1923)
- Beasts of Paradise, regia di William James Craft (1923)
- Days of '49 serial in 15 episodi, regia di Jacques Jaccard (1924)
- Blue Wing's Revenge
- Riders of the Plains, regia di Jacques Jaccard - serial in 15 episodi (1924)
- California in '49, regia di Jacques Jaccard (1924)
- The Empty Saddle, regia di Harry S. Webb (1925)
- The Power God, regia di Francis Ford e Ben F. Wilson (1925)
- Action Galore, regia di Robert Eddy (1925)
- Warrior Gap, regia di Alan James (1925)
- Tonio, Son of the Sierras, regia di Ben F. Wilson (1925)
- Fort Frayne, regia di Ben F. Wilson (1926)
- Officer '444', regia di Francis Ford e Ben F. Wilson (1926)
- Rawhide, regia di Richard Thorpe (1926)
- Wolves of the Desert, regia di Ben F. Wilson (1926)
- Trooper 77, regia di Duke Worne (1926)
- The Gallant Fool, regia di Duke Worne (1926)
- Thunderbolt's Tracks, regia di J.P. McGowan (1927)
- Code of the Cow Country, regia di Oscar Apfel (1927)